# Japonci

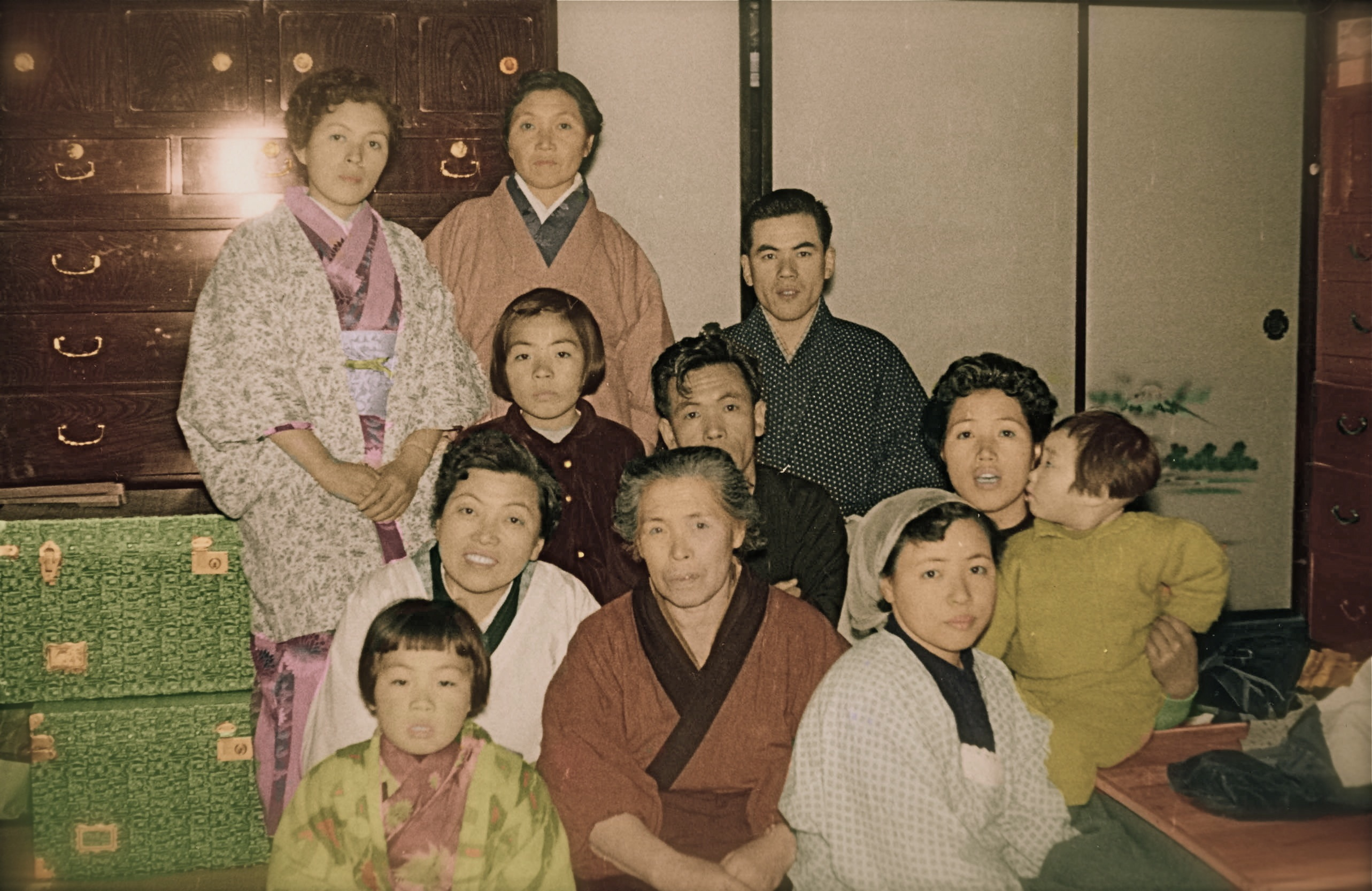
Japonská rodina v tradičním oblečení

Japonci, vlastním jménem Nihondžin – „lid vycházejícího slunce“ (日本人), jsou etnická skupina, čítající asi 130 milionů příslušníků. Domovinou většiny z nich (kolem 126 milionů) je jejich vlastní stát Japonsko, zaujímající stejnojmenné souostroví ve východní Asii. Jejich jazykem je japonština (nihongo), psaná čínskými znaky kandži, kombinovanými s dvojicí vlastních slabičných písem hiraganou a katakanou. Většina věřících se hlásí zároveň k šintoismu i buddhismu, křesťané představují jen asi 1 % obyvatel.

## Dějiny
I když někteří vědci předpokládají osídlení japonských ostrovů v dávnějších dobách, první prokazatelné rozsáhlejší stopy lidské přítomnosti na tomto území (zbytky pazourkových nástrojů) svědčí o lidské přítomnosti teprve zhruba před 35 000 lety. První lidé se do Japonska nejspíš dostali z jihovýchodní Asie a postupovali od jihozápadu osídlujíce nejprve souostroví Rjúkjú a ostrov Kjúšú.
Od 11. tisíciletí př. n. l. se v Japonsku jako na prvním místě na světě objevuje keramika. Tato charakteristická kultura Džómon, původně lovecko-sběračská, později zemědělská, přetrvala až do závěru 1. tisíciletí př. n. l., kdy byla kolem roku 300 př. n. l. vystřídána kulturou Jajoi. Období Jajoi je charakteristické rozšířeným pěstováním rýže, výrobou bronzových a od 1. století n. l. i železných nástrojů. Taktéž na kosterních pozůstatcích je patrná fyzická odlišnost – lidé kultury Jajoi byli o několik cm vyšší a měli znatelně užší a protáhlejší obličeje, než jejich předchůdci z období Džómon. Zatímco materiální stránka této kultury je dobře dokumentována, její původ zůstává sporný. Střediskem jejího šíření byl sever ostrova Kjúšú a podle jednoho z nejvíce přijímaných názorů má úzkou souvislost se soudobým státem Kogurjo na asijské pevnině. Pro tento názor svědčí například podobnost mnohých gramatických rysů japonského a korejského jazyka. Ta může ale stejně tak být pouhým důsledkem mnohasetletých úzkých kulturních styků v 1. tisíciletí n. l.
Obecně se předpokládá, že lidé kultury Jajoi původně obývali jih a střed Korejského poloostrova, odkud byli postupně vytlačováni nebo asimilováni předky Korejců, kteří migrovali z oblasti Mandžuska a Sibiře. Po příchodu na japonské ostrovy lidé kultury Jajoi asimilovali původní obyvatele kultury Džómon. Domorodí Ainuové z ostrova Hokkaido jsou potomci kultury Džómon, která byla původně rozšířená po celém japonském souostroví. 
Vcelku nesporné je, že dnešní japonské obyvatelstvo vzniklo na přelomu letopočtu smísením různých přistěhovaleckých vln, někdy i dosti vzdáleného původu (rozbory DNA naznačují například částečnou příbuznost Japonců s Burjaty). Ve 3. století n. l. se v čínských pramenech objevují první zmínky o východní barbarské zemi Wo (japonsky Wa), čili Japonsku. V tomto období (250–538), označovaném Kofun nebo též Jamato, japonské obyvatelstvo horlivě korejským prostřednictvím přejímá čínskou kulturu, s níž se v 6. století do země dostává buddhismus, který se spolu s dávnějším místním systémem náboženských představ, zvaným šintoismus, stal nedílnou součástí japonské civilizace. V polovině 1. tisíciletí se též utvořil jednotný stát a začala vznikat první literatura v místním jazyce, zapisovaném prostřednictvím čínských znaků; souvisleji dochovaná od 8. století. V pozdějších staletích se japonská kultura a společnost stávaly čím dál nezávislejší na čínských vzorech.
Na sklonku 16. století zpočátku úspěšné pokusy evropských katolických misionářů o zavedení křesťanství byly potlačeny a Japonsko se na dvě a půl století izolovalo od ciziny. Teprve reformy Meidži roku 1868 v krátké době přizpůsobily japonskou společnost technicky a v mnohém i kulturně západním vzorům.
Až v 19. století Japonci osídlili celý severní ostrov Hokkaidó, předtím obývaný zcela odlišným etnikem Ainu. Dnes Ainové tvoří nepatrnou vymírající menšinu. V téže době se také přímou součástí Japonského císařství stalo dosud samostatné jižní souostroví Rjúkjú, jehož obyvatelé byli Japoncům kulturně a jazykově blízcí. Pokusy o anexi a kolonizaci Tchaj-wanu a Koreje skončily porážkou Japonska ve 2. světové válce. Poté následoval exodus Japonců z těchto zemí, stejně jako jejich vysídlení z jižního Sachalinu, připojeného k Sovětskému svazu.

## Současnost

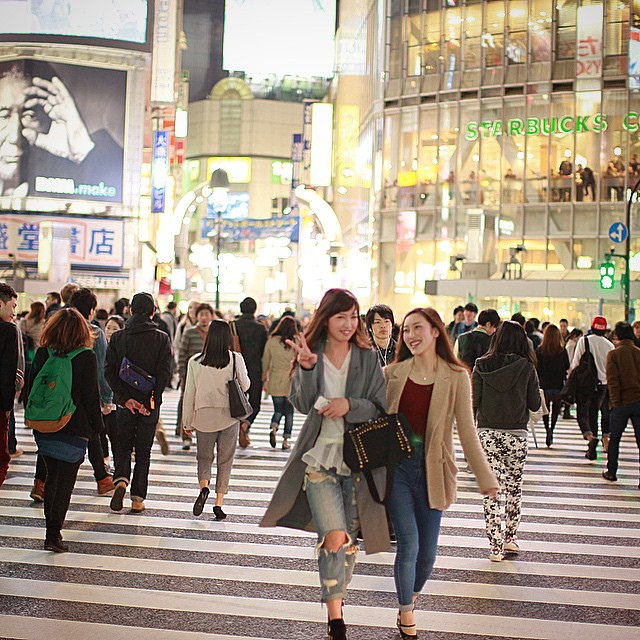
Japonky v Tokiu

V Japonsku představují Japonci (včetně Rjúkjúanů) 99 % obyvatel. Japonština je dnes navíc rodnou řečí nemalé části příslušníků korejské menšiny, povětšinou potomků přistěhovalců z první poloviny 20. století. Národnostní jednotu země posilují i zákony, které velmi znesnadňují získání japonského občanství. Zvláštní sociální skupinu mezi Japonci představují takzvaní Burakuminové („lidé z osad“) neboli eta („nečistí“). Jedná se o potomky příslušníků dříve opovrhovaných profesí, jako byli řezníci, koželuhové či hrobaři (buddhismus zapovídal zabíjení zvířat a pro šintoismus byl styk s mrtvolou poskvrňující). Třebaže diskriminující zákony proti nim byly odstraněny již roku 1871, stále se tito lidé, nepodaří-li se jim utajit svůj původ, místy setkávají s předsudky a potížemi při získávání vzdělání a zaměstnání. Počet Burakuminů mezi Japonci se odhaduje na 3 miliony.

## Rozšíření ve světě
Od konce 19. století Japonci začali odcházet za prací i za moře, takže dnes představují nezanedbatelnou část obyvatelstva Havajských ostrovů (17 %), jakož i států při západním pobřeží USA (Kalifornie, Oregon, Washington). Celkem dnes žije v USA na 800 000 obyvatel japonské národnosti, obecně označovaných jako Nikkei. Tito američtí Japonci mají dokonce svá pojmenování pro přistěhovalce první generace (Issei), jejich děti (Nisei), vnuky (Sansei) a pravnuky (Jonsei). Za druhé světové války byli téměř všichni američtí a kanadští Japonci, z nichž tři čtvrtiny požívaly již občanství těchto zemí, coby potenciální hrozba vnitřní bezpečnosti soustředěni v internačních táborech. Toto opatření se tehdy dotklo 120 000 lidí v USA a 20 000 v Kanadě. Japonské menšiny jsou i v Latinské Americe, zejména v Brazílii (což mimochodem platí i naopak – několik set tisíc Brazilců žije v Japonsku), taktéž na Filipínách a v Rusku.